# Rolls-Royce Corniche
Rolls-Royce Corniche — двухдверный люксовый автомобиль, выпускавшийся компанией Rolls-Royce Motors с 1971 по 1980 год как хардтоп, а с 1971 по 1995 и с 1999 по 2002 год — как кабриолет.
Модель Corniche была разработана на основе Rolls-Royce Silver Shadow. Автомобили представлены в 1965 году в кузове седан и в 1966 году в кузове купе. Сборка была организована в Лондоне на заводе Mulliner Park Ward; новое название было применено в марте 1971 года.
Компания Bentley также выпускала версию Corniche. С 1984 по 1995 год она была известна как Bentley Continental.
Название Corniche автомобиль получил в честь одноимённого экспериментального прототипа, представленного в 1939 году. Изначально название Corniche происходило от французского слова «корниш», обозначающего прибрежную дорогу, особенно вдоль утёса, в частности, «Гранд-Корниш» на Французской Ривьере над княжеством Монако.

## 1939 Corniche
Первым автомобилем, носящим название Corniche, являлся прототип, выпущенный в 1939 году на базе Bentley Mark V. Кузов был разработан в сотрудничестве с несколькими третьими сторонами, наиболее известной из которых был известный французский дизайнер Жорж Полен. Дизайн был разработан Парижской фирмой Carrosserie Vanvooren.

Автомобиль прошёл 24000 км испытаний на выносливость в Континентальной Европе, прежде чем был взорван бомбой в доке в Дьепе в ожидании отправки обратно в Англию. Из-за начала Второй мировой войны ни одна серийная модель так и не была выпущена, но компания зарегистрировала название на будущее. Уникальный автомобиль был полностью воссоздан подразделением Mulliner компании Bentley, чтобы пополнить коллекцию компании; строительство было завершено в 2019 году.
- Вид спереди
- Вид сзади

## Corniche I (1971—1987)
Corniche, который выпускался в кузовах купе и кабриолет, оснащён стандартным двигателем Rolls-Royce V8 с блоком цилиндров из алюминиево-кремниевого сплава и алюминиевыми головками блока цилиндров с чугунными мокрыми гильзами. Диаметр цилиндра составлял 104,1 мм, ход поршня — 99,1 мм, а рабочий объём — 6,75 л (6750 см3). Первоначально двигатель оснащался карбюраторами Twin SU. Позже карбюраторы Twin SU уступили место представленному в 1977 году одному четырёхкамерному карбюратору Solex 4A1. Экспортные модели с защитой от задымления имели карбюраторы Twin SU до 1980 года, когда был добавлен впрыск топлива Bosch.
В стандартной комплектации автомобиль имел трёхступенчатую автоматическую трансмиссию Turbo-Hydramatic 400 производства General Motors. Независимая подвеска с винтовыми пружинами была дополнена гидравлической системой самовыравнивания (такой же, как у Citroën, но без пневматических пружин и с гидравлическими компонентами, изготовленными по лицензии Rolls-Royce), сначала на всех четырёх колёсах, а затем только на задних. В 1972 году были добавлены вентилируемые дисковые тормоза на все четыре колеса.
Изначально колёсная база составляла 3042 мм. В 1974 году она была увеличена до 3048 мм, а в 1979 году — до 3061 мм. 

Весной 1977 года Corniche подвергся незначительному рестайлингу.
- Кабриолет Rolls-Royce Corniche с откидной крышей
- 1971—1973 Rolls-Royce Corniche (Европа)
- 1974—1977 Rolls-Royce Corniche (Европа)
- 1985 Rolls-Royce Corniche (Северная Америка)
- 1971 Rolls-Royce Corniche
- 1973 Bentley Corniche Coupe
- 1974 Bentley Corniche Convertible (США)

## Corniche II (1986—1989)
Название Corniche II использовалось на рынке США с 1986 года, а на других рынках — с 1988 года. Антиблокировочная система была добавлена в 1988 году, однако подушки безопасности появились только в Corniche III. Также в 1988 году были внесены некоторые изменения в интерьер. Позже в том же году появились новые линзы для заднего вида и рисунок вокруг заднего номерного знака, включая сиденья новой конструкции и обновлённый дизайн приборной панели. Всего было выпущено 1234 экземпляра Corniche II.
- 1989 Rolls-Royce Corniche II
- Вид спереди
- Вид сзади

## Corniche III (1989—1993)
Corniche III был представлен в 1989 году на Франкфуртском автосалоне с новыми легкосплавными дисками, бамперами с цветовой кодировкой, более совершенной системой подвески, подушками безопасности и системой впрыска топлива MK-Motronic. Незначительные изменения в интерьере включали обновлённую приборную панель, консоль и сиденья. Всего было выпущено 452 экземпляра.
- Rolls-Royce Corniche III
- 1990 Bentley Continental
- Обновлённая приборная панель Continental с подушками безопасности (1990)
- Интерьер Rolls-Royce Corniche III
- Rolls-Royce Corniche III на выставке Japanese Emperor Akihito (1990)

## Corniche IV (1992—1995)
Corniche IV был представлен в январе 1992 года на Североамериканском международном автосалоне в Детройте. Производство автомобилей было перенесено в Кру в рамках подготовки к закрытию завода Mulliner Park Ward в 1994 году. Corniche IV оснащался четырёхступенчатой автоматической трансмиссией 4L80-E. Подвеска автомобиля адаптивная. Визуально между Corniche III и IV практически нет разницы, за исключением стеклянного заднего стекла, заменяющего предыдущий пластиковый блок. Усовершенствованный верхний механизм не требует ручной фиксации. В то же время была установлена система кондиционирования, не содержащая ХФУ. Также были добавлены подушки безопасности со стороны водителя и пассажира.

### Corniche S
Последние 25 моделей Corniche IV, выпущенные летом 1995 года, являлись уникальными версиями с турбонаддувом и назывались Corniche S.
- 1992 Bentley Continental
- Rolls-Royce Corniche S
- Приборная панель